# Município de Center (condado de Morgan, Ohio)
Localização do Ohio nos E.U.A.
O município de Center (em inglês: Center Township) é um local localizado no condado de Morgan no estado estadounidense de Ohio. No ano 2010 tinha uma população de 743 habitantes e uma densidade populacional de 8,9 pessoas por km².

## Geografia
O município de Center encontra-se localizado nas coordenadas 39° 37′ 49″ N, 81° 39′ 31″ O. Segundo o Departamento do Censo dos Estados Unidos, o município tem uma superfície total de 83.45 km², da qual 83,11 km² correspondem a terra firme e (0,41 %) 0,34 km² é água.

## Demografia
Segundo o censo de 2010, tinha 743 pessoas residindo no município de Center. A densidade de população era de 8,9 hab./km².